# Екимов, Андрей Петрович

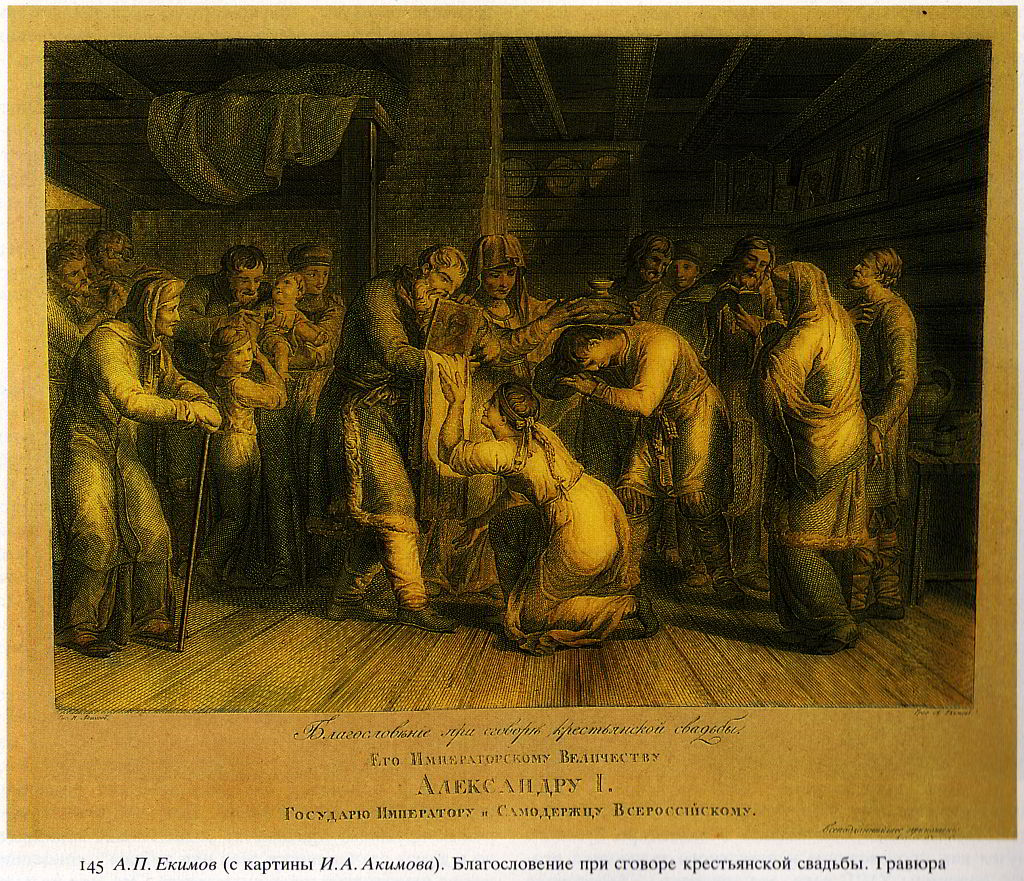
Гравюра А. П. Екимова (с картины И. А. Акимова). Благословение при сговоре крестьянской свадьбы (с посвящением Его Императорскому Величеству Александру I. Государю Императору и Самодержцу Всероссийскому всеподданнейшее приношение Андрея Екимова. Рис. И. Акимов. — Гр. А. Екимов)

Андрей Петрович Екимов (Якимов) (1752—1820) — русский художник и гравёр на меди.

## Биография
Брат И. П. Якимова. Учился в Императорской Академии художеств, в 1773 году — ученик 5-го возраста гравировального исторического класса. Выпущен из Академии без отличия.
Гравировал резцом и чёрной манерой. После окончания Академии художеств преподавал рисование в Кадетском корпусе в Санкт-Петербурге.
Из дел академии видно, что Екимов, вместе с Григорием Ивановым, поправляли доски, принадлежащие к Уставу Академии художеств и других училищ, из издания 1774 года. Много его гравюр находится в книгах, изданных морским министерством. 
Среди его лучших работ портреты:
- Графа Ф. А. Ангальта; гравюра резцом.
- обер-священника Карамзина
- Криницкого.
- Пётр I вынимает из-за ошейника своей собаки Лизетты, просьбу[3].
- «Иродиада» с картины Петра Монако-венецианца.
- Старушка в турецком уборе и др.